# 曼萨纳尔德尔瓦尔科
曼萨纳尔德尔瓦尔科，是西班牙卡斯蒂利亚-莱昂萨莫拉省的一个市镇。 总面积12.41平方公里，总人口142人（2015年），人口密度11人/平方公里。